# Libellus de medicinalibus indorum herbis

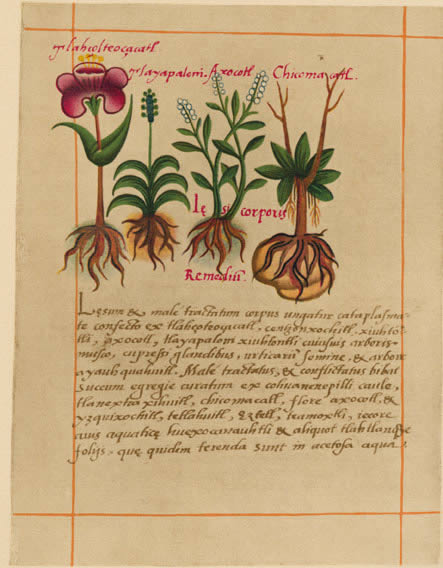
Une page du Codex Badiano, qui illustre les herbes connues comme tlahçolteoçacatl, tlayapaloni, axocotl et chicomacatl, employées comme remèdes pour des corps diminués et fatigués.

Le Libellus de medicinalibus indorum herbis (titre latin, que l'on peut traduire par « Livre des herbes médicinales des Indiens » (connu aussi comme Codex Badiano ou Codex De la Cruz-Badiano) est un écrit sur la phytothérapie mexicaine, écrit originellement en nahuatl vers 1552 par Martín de la Cruz (es) (Mexicain originaire de Xochimilco), qui a été élève du Collège de la Santa Cruz de Tlatelolco (es). L'original en nahuatl a disparu. Il a été traduit ensuite en latin par Juan Badiano (en), également originaire de Xochimilco et étudiant du Collège de la Santa Cruz. Ce codex est aussi connu sous le nom de Barberini, parce que le cardinal Francesco Barberini l'a possédé durant les premières années du XVIIe siècle. 

## Histoire
Jacobo de Grado, frère responsable du couvent et du collège de la Santa Cruz de Tlatelolco, avait en sa possession le texte créé et traduit pour Francisco de Mendoza, fils de Antonio de Mendoza, premier Vice-roi de Nouvelle-Espagne. Mendoza envoya le texte en Espagne, où il fut déposé à la bibliothèque royale. Il est probable qu'il est resté là jusqu'au XVIIe siècle, quand il apparaît en possession de Diego de Cortavila y Sanabria, pharmacien de Philippe IV. Après Cortavila, on le retrouve chez le cardinal italien Francesco Barberini, en ayant eu peut-être des propriétaires intermédiaires. Le Libellus demeura dans la bibliothèque de Barberini jusqu'en 1902, quand celle-ci fut intégrée à la Bibliothèque Vaticane. Il y est remis au jour  en 1929 par Charles_Upson_Clark (en), ancien chercheur de l'Université Columbia. En 1990, le pape Jean-Paul II rendit le codex au Mexique, où il est conservé par la Bibliothèque de l'Institut national d'anthropologie et d'histoire (INAH), à Mexico.

## Contenu
Ce livre, avec matériel graphique très développé, apparut en 1925 à la Bibliothèque Vaticane, après des siècles de perte apparente. 
Le livre sur la phytothérapie mexicaine de Martín de la Cruz est un important legs pour la botanique et la médecine traditionnelles. Son étude a permis au groupe du docteur José Luis Mateos, à l'Instituto Mexicano del Seguro Social (es), de trouver le principe actif du cihuapahtli ou zoapatle (Montanoa tomentosa). De la Cruz dit que ce végétal s'employait pour faciliter l'accouchement. Toute la sagesse contenue dans ce livre a été transmise aux chimistes organiciens mexicains de notre siècle.
Des études ont été conduites depuis, qui ont montré l'efficacité de nombreuses plantes sur la santé, notamment à Cambridge mais aussi à Istanbul (ophtalmologie).

## Traductions
| Année      | Langue   | Titre | Traducteur           | Éditeur                                  |
| ---------- | -------- | --- | -------------------- | ---------------------------------------- |
| 1939       | anglais  | The De la Cruz-Badiano Aztec Herbal of 1552 | William Gates (en)   | The Maya Society                         |
| 1940       | anglais  | The Badianus Manuscript (Codex Barberini Latin 241): An Aztec Herbal of 1552                                                                               | Emily Walcott Emmart | The Johns Hopkins Press                  |
| 1952       | espagnol | Libellus de Medicinalibus Indorum Herbis: El manuscrito pictórico mexicano-latino de Martín de la Cruz y Juan Badiano de 1552                              | Francisco Guerra     | Editorial Vargas Rea y El Diario Español |
| 1964, 1991 | espagnol | Libellus de medicinalibus indorum herbis: Manuscrito Azteca de 1552: versión Española con estudios y comentarios por diversos autores (ISBN 968-16-3607-4) |                      | Instituto Mexicano del Seguro Social     |
| 2000       | anglais  | An Aztec Herbal: The Classic Codex of 1552 (ISBN 0-486-41130-3)                                                                                            | William Gates        | Dover (réédition de l'édition de 1939)   |